# Centre gauche - PCS
Ne doit pas être confondu avec Parti chrétien-social d'Obwald.
Centre gauche - PCS est un parti politique suisse.

## Historique
Centre gauche - PCS (en allemand : Mitte Links - CSP, en italien : Centro-sinistra - PCS, en romanche : Center sanester - PCS) est l'héritier du mouvement chrétien-social qui se développe en Suisse dès la fin du XIXe siècle au sein des conservateurs catholiques. Dans quelques cantons, les chrétiens-sociaux se distancent par la suite de cette tendance politique et créent un parti indépendant à gauche du spectre politique, menant alliance régulière ces dernières années soit avec les Verts soit avec le Parti socialiste.
Le Centre gauche - PCS Suisse est l'organisation faitière des partis chrétiens-sociaux des cantons de Fribourg, du Jura et de Zurich. Il n'est officiellement fondé qu'en 1997 par les quatre sections de Fribourg, du Jura, de Lucerne et de Zurich.
En 2005, les tendances chrétiennes-sociales du Parti démocrate-chrétien (PDC) du Valais romand quittent le PDC pour rejoindre le PCS. Le Parti chrétien-social d'Obwald obtient un statut d'observateur au PCS Suisse en 2005 qui dure jusqu'en 2010, date à laquelle il se retire officiellement du parti. La section lucernoise se dissout quant à elle en 2010. 
Le 15 juin 2023, la section moribonde valaisanne annonce sa dissolution pour manque de force vives à l'interne et de base électorale solide laissant le choix aux membres et élus de rejoindre un autre parti. Sur les 4 députés CG-PCS élus en 2021, Robert Burri, Émilie Dupuis et Maud Theler se représentent sur les listes du PS alors que Sandrine Perruchoud ne se représente pas.

## Nom
Le parti s'appelait « Parti chrétien-social ». Il prend le nom de « Centre gauche - PCS » lors de son Assemblée des Délégués tenue à Delémont le 26 octobre 2013.

## Orientation politique
Petit parti, le CG-PCS se déclare d'obédience chrétienne tout en étant progressiste sur les sujets de société. Tout en estimant que la famille est un pilier de la société, il approuve le régime du délai concernant la dépénalisation de l'avortement et s'engage contre le non-remboursement de l'IVG par l'Assurance maladie. En outre, le parti a pris position en faveur du partenariat enregistré lors du référendum sur ce dernier.
Le parti est également en faveur d'une meilleure définition de l'euthanasie afin de légaliser cette dernière.
Du côté de la politique étrangère, il s'engage en 1999 également pour une adhésion avec l'Union européenne et soutenait l'adhésion de la Suisse à l'Organisation des Nations unies.
D'un point de vue environnemental, le parti s'engage pour les énergies renouvelables et se prononce contre le nucléaire. Il a été un précurseur en matière d'environnement, avant l'émergence des Verts.
Le CG-PCS estime que l'homme est l'unique coresponsable de la communauté et s'engage pour des valeurs de tolérance, pour l'égalité de traitement et la solidarité ainsi qu'un partenariat entre hommes et femmes. Il estime que les immigrés apportent leur pierre à l'édifice du produit national brut, au maintien des assurances sociales, à l'économie, au sport et à la culture. Il soutient les initiatives antimilitaristes et plus généralement le service civil et milite pour un salaire minimum.
Enfin, le parti est pour la dépénalisation des drogues douces, notamment du cannabis, sous certaines conditions.

## Mandats
Au niveau fédéral, dès les élections fédérales suisses de 1991, le PCS ne recueille qu'une audience nationale modeste mais relativement stable avoisinant les 0,4 %, principalement à Fribourg. Ce résultat lui permet d'être représenté par un député au Conseil national, Hugo Fasel, qui siège avec le groupe parlementaire des Verts de 1991 à 2008. Sa successeur, la fribourgeoise Marie-Thérèse Weber-Gobet siège également avec les Verts. Le parti n'est plus resprésenté au Conseil national depuis les élections fédérales de 2011.
En février 2015, le parti est implanté dans un nombre limité de cantons, principalement de tradition catholique à l'exception du Canton de Zurich majoritairement protestant :
- Fribourg - 4 députés au Grand Conseil
- Jura - 8 députés au Grand Conseil
- Valais - 2 députés et 5 suppléants (élus sur listes apparentées avec les Verts valaisans et le PSVR)
- Zoug - 1 députée (élue sur listes communes avec l'AVZ)
- Zurich - 1 député.

Au niveau cantonal, dans le canton de Fribourg, il obtient 7,4 % des voix en 2001 avec 10 sièges sur 130 au Grand Conseil. En 2002, dans le canton du Jura, le Parti chrétien-social indépendant obtient 13,6 % avec 8 sièges sur 60 au parlement cantonal et même un siège au gouvernement, donnant ainsi pour la 1re fois de l'histoire de ce canton une majorité de gauche et rompant avec l'hégémonie du Parti démocrate-chrétien. Lors des élections cantonales de 2005 en Valais, les chrétiens-sociaux romands, faisant partie du PCS, obtiennent trois élus au Grand Conseil. En 2006, dans le Jura, le PCS améliore encore son score de 2001 en conservant son siège au gouvernement et en obtenant un neuvième siège au parlement cantonal. La même année, les chrétiens-sociaux font leur entrée à l'exécutif de la ville de Fribourg, faisant basculer la ville à gauche pour la première fois de son histoire. Toujours en 2006, les résultats aux élections cantonales dans le même canton sont moins bons, le parti perdant 6 de ses 10 sièges. Lors des élections communales valaisannes de 2008, le PCS obtient 8 élus dans les législatifs des villes qui siègent dans les groupes d'alliance de gauche avec le Parti socialiste et les Verts. En 2012, il obtient 2 élus dans des exécutifs (Sierre et Saint-Maurice).

## Deux partis chrétien-sociaux suisses et des affiliations parfois confuses
Les chrétiens-sociaux alémaniques de Saint-Gall et d'Argovie restent une composante du PDC suisse, dont le groupement interne est appelé lui aussi le Parti chrétien-social suisse (PCS suisse du PDC). C'est pour cette raison que dans le canton du Jura, par exemple, le parti cantonal membre de Centre gauche - PCS Suisse est appelé PCSi, le i marquant l'« indépendance » par rapport au PCS suisse du PDC.
L'affiliation de divers partis cantonaux reste cependant difficile à comprendre :
- Le Parti chrétien-social d'Obwald (CSP-OW) fait partie du PDC Suisse jusqu'en 2002, tout en étant indépendant du PDC du canton d'Obwald depuis 1982. De 2005 à 2009, le CSP-OW fait partie du Centre gauche - PCS. Depuis, le CSP-OW est totalement indépendant des autres partis, mais son conseiller national siège dans le groupe PDC[15].
- Le Parti chrétien-social de Zoug (CSP-Zug) indique qu'il est un parti membre du « PCS Suisse ». Il était recensé sur le site du « PCS suisse du PDC » en 2015[16] mais ne l'est plus en date du 1er janvier 2023[17]. Au 1er janvier 2023, Vroni Straub-Müller, membre du PCS zougois, siège au Conseil cantonal avec le groupe des Verts[18],[19], comme c'est souvent le cas des élus de Centre gauche - PCS Suisse (CG-PCS), notamment au Parlement fédéral et dans les cantons de Fribourg[20], du Valais et de Zurich, où Verts et CG-PCS siègent ensemble.
- L'ancien Parti chrétien-social du Haut-Valais (CSPO) appelé depuis mars 2023[21] NEO – Die sozialliberale Mitte, dont les membres sont appelés en Valais « les jaunes », n'était pas recensé sur le site du « PCS suisse du PDC » jusqu'en décembre 2014[22]. Il se considère indépendant et présente des listes séparées du PDC valaisan aux élections cantonales et fédérales[23]. Toutefois, il siège au Conseil national avec le groupe du PDC et son représentant du canton du Valais au Conseil des États de 2007 à 2015, René Imoberdorf[24], a siégé dans son propre groupe au Grand conseil valaisan[25].

## Résultats électoraux

### Élections au Conseil national
| Année | Votes  | Votes | Députés | Rang        |
| Année | Voix   | %     | Députés | Rang        |
| ----- | ------ | ----- | ------- | ----------- |
| 1999  | 73 198 | 0,40% | 1 / 200 | 15e         |
| 2003  | 52 773 | 0,40% | 1 / 200 | 13e ex æquo |
| 2007  | 74 381 | 0,40% | 1 / 200 | 14e         |
| 2011  | 60 140 | 0,30% | 1 / 200 | 14e         |
| 2015  | 29 051 | 0,20% | 0 / 200 | 14e         |
| 2019  | 33 545 | 0,30% | 0 / 200 | 13e ex æquo |
| 2023  | 2 397  | 0,09% | 0 / 200 | 14e         |

En 1999, le parti se présente à ZH, LU & FR. En 2003, le PCS ne se présente que dans un seul canton, celui de FR. En 2007 et 2011, le parti se présente à ZH, FR, VS & JU. En 2015 et 2019, le PCS ne se présente qu'à FR, VS & JU. En 2023, il  ne se présente qu'à Fribourg.

## Identité visuelle

1997-2014
dès 2014